# أندي جوردن
أندي جوردن (بالإنجليزية: Andy Jordan)‏ (14 ديسمبر 1979 بمانشستر في المملكة المتحدة - ) هو لاعب كرة قدم بريطاني في مركز الدفاع. شارك مع منتخب اسكتلندا تحت 21 سنة لكرة القدم. أما مع النوادي، فقد لعب مع كارديف سيتي ونادي بريستول سيتي ونادي هارتلبول يونايتد.

## وصلات خارجية
- أندي جوردن على موقع قاعدة بيانات كرة القدم.إي يو (الإنجليزية)
- أندي جوردن على موقع Soccerbase.com (لاعب) (الإنجليزية)